# Jacob-Isaac Segal
 (août 2022).
La mise en forme du texte ne suit pas les recommandations de Wikipédia : il faut le « wikifier ».
Les points d'amélioration suivants sont les cas les plus fréquents :
- Les titres sont pré-formatés par le logiciel. Ils ne sont ni en capitales, ni en gras.
- Le texte ne doit pas être écrit en capitales (les noms de famille non plus), ni en gras, ni en italique, ni en « petit »…
- Le gras n'est utilisé que pour surligner le titre de l'article dans l'introduction, une seule fois.
- L'italique est rarement utilisé : mots en langue étrangère, titres d'œuvres, noms de bateaux, etc.
- Les citations ne sont pas en italique mais en corps de texte normal. Elles sont entourées par des guillemets français : « et ».
- Les listes à puces sont à éviter, des paragraphes rédigés étant largement préférés. Les tableaux sont à réserver à la présentation de données structurées (résultats, etc.).
- Les appels de note de bas de page (petits chiffres en exposant, introduits par l'outil «  Source ») sont à placer entre la fin de phrase et le point final[comme ça].
- Les liens internes (vers d'autres articles de Wikipédia) sont à choisir avec parcimonie. Créez des liens vers des articles approfondissant le sujet. Les termes génériques sans rapport avec le sujet sont à éviter, ainsi que les répétitions de liens vers un même terme.
- Les liens externes sont à placer uniquement dans une section « Liens externes », à la fin de l'article. Ces liens sont à choisir avec parcimonie suivant les règles définies. Si un lien sert de source à l'article, son insertion dans le texte est à faire par les notes de bas de page.
- La présentation des références doit suivre les conventions bibliographiques. Il est recommandé d'utiliser les modèles {{Ouvrage}}, {{Chapitre}}, {{Article}}, {{Lien web}} et/ou {{Bibliographie}}. Le mode d'édition visuel peut mettre en forme automatiquement les références.
- Insérer une infobox (cadre d'informations à droite) n'est pas obligatoire pour parachever la mise en page.

Pour une aide détaillée, merci de consulter Aide:Wikification.
Si vous pensez que ces points ont été résolus, vous pouvez retirer ce bandeau et améliorer la mise en forme d'un autre article.
J. I. Segal (en yiddish : י.י. סיגאַל, Yud Yud Segal) (1896-1954), de son nom de naissance Yaakov Yitzchak Skolar, était un poète et journaliste yiddish de nationalité canadienne.

## Biographie
Pionnier dans la création de revues littéraires canadiennes en langue yiddish, il est considéré comme l'une des figures de proue du modernisme littéraire yiddishophone au Canada. D'après ses commentateurs, sa lyrique mêle la nostalgie de la culture judaïque des villages de son enfance et un modernisme juif ancré dans sa ville d'adoption, Montréal,.
Jacob Isaac Segal, de son vrai nom Yaakov Yitschak Skolar, naît le 3 août 1896 à Solokovitz, une municipalité alors située dans l'Empire de Russie, aujourd'hui en Ukraine. Il est le deuxième plus jeune d'une famille hassidique de sept enfants. À la suite de la mort de son père Aaron Ber à l'âge de 48 ans, et alors que Jacob n'a que trois ans, sa famille est soudainement confrontée à la pauvreté chronique. Avec le reste de sa famille, il déménage alors à Korets, où vivent les parents de sa mère, "riches bourgeois bien installés dans le commerce", comme le résume Pierre Anctil. Son grand-père David Perlmutter, joue alors un rôle ambivalent dans l'éducation du jeune homme. D'une part, Jacob sera profondément inspiré par les goûts esthétiques et la sensibilité religieuse hassidique de son grand-parent. D'autre part, cependant, Perlmutter refuse de contribuer financièrement à l'éducation de ses petits-enfants, et c'est donc la mère de Yaakov qui inscrira celui-ci à un heder, une école élémentaire où est enseigné les rudiments du judaïsme et de l'hébreu.
Les biographes du poète soulignent que c'est durant ces années passées à l'école juive que s'est développée la fibre littéraire Jacob, qui retient déjà, à cette époque, l'attention d'un de ses professeurs en raison de la beauté des vers qu'il avait composés.
En 1911, alors qu'il n'est encore qu'un jeune homme, Segal émigre à Montréal, au Canada. Avec sa famille, il s'installe dans le quartier du Mile-End et devient tailleur dans un atelier de confection du Boulevard Saint-Laurent.

Une première période d'activité littéraire en yiddish commence pour le poète, comme l'explique Pierre Anctil avec lyrisme :    
"Peu à peu, Segal émergea de l'actualité littéraire yiddish de Montréal, mais jamais dans le dessein manifeste d'y figurer en soi. Autant Segal fut timide et effacé sur la scène artistique, autant son œuvre fit éclosion aux yeux de ses contemporains, porteuse de promesses éclatantes et d'un flot ininterrompu d'images. En 1921, il fonde à Montréal la revue littéraire Niouansn (Nuances), puis en 1922, avec ses amis A. Almi et A. S. Shkolnikov, il lance Epokhe (Époque) qui ne connaîtra qu'un seul numéro. En 1922-23 [...], il publie la revue Royerd, puis en 1925, le périodique littéraire Kanade (Canada)."
Sur un plan personnel, durant les années 1923-1928, Segal et sa famille quittent Montréal pour s'installer à New York, ville où il résidera pendant cinq ans et où il liera d'amitié avec le poète Mani Leib et son groupe impressionniste Di Yunge. En 1928, à la suite de la mort de sa fille Tsharna, le poète revient à Montréal, où commence une nouvelle phase dans sa carrière : 
"Segal entame la rédaction de recueils de poésie de plus en plus volumineux, le plus souvent financés par des comités de soutien communautaire montréalais, dont  Lirik en 1930, Mayn Nigoun en 1934 (Ma Chanson), Sefer Yiddisg en 1950 et Letste Lider (Derniers poèmes) parus de manière posthume en 1955. En 1945, Segal se méritait le prix Lamed pour Lider oun Loybn (Poèmes et louanges), considéré par un jury américain comme l'œuvre poétique la plus méritoire en langue yiddish parue cette année-là."
Par ailleurs, Segal enseigne la langue et la littérature yiddish dans le réseau scolaire juif privé de la ville, et notamment à la Yiddishe Folks Shule (l'École juive populaire).
En 1941, après avoir publié fréquemment dans le principal journal yiddish de Montréal Keneder Adler, il prend également en charge, en collaboration avec le poète et essayiste Melech Ravitch, la section littéraire du journal.
Segal a fortement contribué à l'essor de la littérature yiddish à Montréal. Auteur de douze recueils de poésie, ainsi que de plusieurs essais et chroniques, il s'est taillé une place de renom dans le monde juif de l'Europe de l'Est, à New York et à Montréal. Ami de l’écrivain anglophone Abraham Moses Klein, il partage avec celui-ci plusieurs sujets de prédilection, dont un intérêt pour le paysage urbain, sa géographie, ses quartiers et ses symboles.
Il décède le 7 mars 1954 et est enterré au cimetière Baron de Hirsch.
En 1968, soit quatorze ans après sa mort, est créé le Prix Jacob Isaac Segal, une reconnaissance qui honore la contribution de la culture juive à un Québec contemporain riche et diversifié.
En 1992, le professeur et historien québécois Pierre Anctil publie sa biographie intitulée : Jacob Isaac Segal (1896-1954) : un poète yiddish de Montréal et son milieu.

## Œuvre
- Poèmes Yiddish [Yidishe Lider], traduction du yiddish par Pierre Anctil, Montréal, Éditions du Noroît, 1992, 153 p.  (ISBN 9782890182424)

## Prix et honneurs
1968 : Création d'un prix en son honneur. Le Prix Jacob Isaac Segal qui récompense la contribution littéraire de la communauté juive au Québec.

### Documents complémentaires
- ANCTIL, Pierre, Jacob Isaac Segal (1896-1954) : un poète yiddish de Montréal et son milieu, Québec, PUL, 2012, 433 p.  (ISBN 9782763715964)